# Louis Tocqué
Louis Tocqué (Paris, 1696 - Paris, 1772) foi um célebre retratista do Barroco francês. Ainda que discretamente, foi um dos precursores do neoclassicismo. Das suas obras, poucas permanecem hoje em museus e destas, a grande maioria encontra-se no Museu do Ermitage, em São Petersburgo. Todavia uma das mais notáveis, Retrato de Mademoiselle Coislin (Portrait of a Young Woman), encontra-se na Galeria Nacional de Londres.

## Biografia
Tocqué era afilhado de Jean-Marc Natier, do qual também era pupilo. Foi Natier quem mais o incentivou a estudar pintura e, inclusive, foi um dos seus patronos. Este fato favoreceu Tocqué na sua gloriosa e pouco frequente à elite artística e cultural francesa.
Admirou Hyacinthe Rigaud, tendo aplicado o estilo sumptuoso deste artista que se consagrou com o retrato de Luís XIV da França, no seu eterno Versalhes, na sua pintura compilado com as tendências do seu tempo, com as novas técnicas.
Tocqué é facilmente identificável com o barroco, até porque viveu num século quase todo ele regido por esse estilo austero. Mas, pondo esse aspecto de lado, foi este o estilo que lhe concedeu a fama. Consagrado como retratista, os mais diversos nobres e familiares reais encomendaram-lhe alguns dos seus mais conhecidos retratos.
Uma dessas personalidades foi Maria Leszczynska, princesa da Polónia e rainha da França. Todavia o Retrato de Maria Leszczynska, foi concebido para consagrar a sua coroação e o seu pomposo casamento com Luis XV da França. Muitos críticos consideram este retrato o melhor de toda a sua obra, mas não põem de parte o Retrato de Catarina, a Grande, a famosa czarina da Rússia.
Curiosamente, muitos dos clientes de Tocqué eram nobres de países do Leste da Europa. Note-se por exemplo a nacionalidade das personagens das suas mais conhecidas pinturas, Ekaterina Golovkina, filha de Alexander Ivanovich Shuvalov, Catarina, a Grande, czarina russa, e Maria Leszczynska, princesa polaca e rainha da França (esposa de Luis XV da França).
O pintor foi primeiramente gravurista e, nalgumas das suas obras, as figuras, se vistas de perto e atentamente, assemelham-se a gravuras. Isso não era propositadamente feito pelo artista e, deve-se sim, ao facto de Tocqué não ter sido muito primorosa nem muito talentoso na concepção das perspectivas e, maioritariamente, das sombras. Afável seguidor de Rigaud, não tirou essa inspiração do seu ídolo.
Tocqué trabalhou quase toda a vida em Paris, excetuando os poucos anos em que permaneceu em Copenhaga e em São Petersburgo. Algumas das suas obras permanecem exibidas no Museu do Louvre, no Museu do Ermitage, na Galeria Nacional de Londres e no Museu Norton Simon. Um retrato da sua autoria pertence ao acervo do Museu Calouste Gulbenkian, em Lisboa.